# Alijt Bake
Alijt Bake (Utrecht 13 december 1415 - Antwerpen 18 oktober 1455) was een Nederlandse priorin en de eerste vrouwelijke schrijver van een autobiografie in de Nederlandse taal.

## Leven

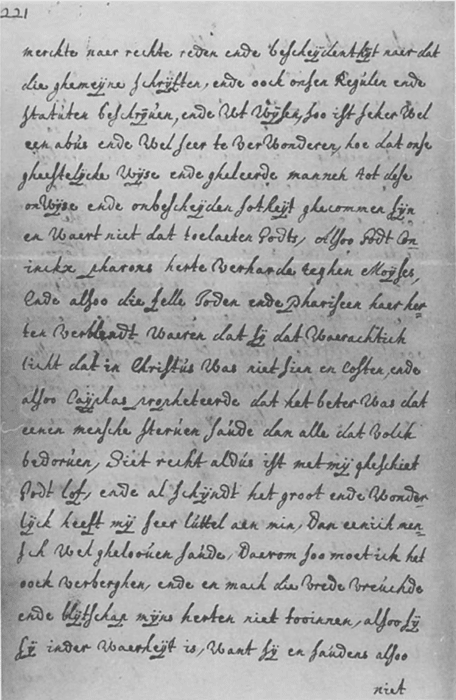
Bladzijde uit Brief uit de ballingschap

Alijt Bake trad op 25-jarige leeftijd in in het regularissenklooster Galilea te Gent, behorende bij het klooster van de Moderne Devotie in Windesheim. Vermoedelijk was ze afkomstig uit Utrecht. Hier raakte ze bevriend met een kluizenares en een begijn, die haar inspireerden om zelf ook in een klooster in te treden. In een visioen zou ze opdracht hebben gekregen om de andere zusters op een mystieke manier te leren geloven, waarbij de innerlijke geloofsbeleving voorop staat. Alijt streefde naar een hervorming van het kloosterleven met eveneens het doel van de verinnerlijking van het geloof. In een van haar werken beschrijft ze hoe men in een klooster tot een pure vorm kan komen, via meditatie, lijden en deemoed.
In 1445 werd ze tot priorin gekozen. Alijt genoot veel bekendheid in de omgeving van Gent en haar ideeën kregen navolging. Enkele kloosters in de omgeving van Gent gingen het leefmodel van het klooster Galilea navolgen.
In 1455 werd Alijt afgezet door de leiding van het Kapittel in Windesheim. Bij een bezoek aan het klooster waren misstanden geconstateerd, waardoor de priorin ongeschikt werd bevonden. Ook werd er in dat jaar besloten dat vrouwen uit de aangesloten kloosters niet langer over hun eigen religieuze ervaringen mochten schrijven. Alijt zelf werd verbannen naar een klooster in de buurt van Antwerpen. Ze schrijft datzelfde jaar vanuit dit klooster nog een brief naar de zusters in Galilea, Brief uit de ballingschap genoemd, waarin ze vasthoudt aan haar ideeën over innerlijke vroomheid en de leiding van het Kapittel van Windesheim verwijt dat ze zich te veel bezig houden met uiterlijkheden van het geloof, zoals het geloof in wonderen of goddelijke tekenen. Ze overlijdt niet lang hierna.

## Autobiografie en ander werk
Alijt Bake staat bekend als de eerste vrouw die een autobiografie schreef. Het eerste deel, Dat boeck der tribulatien, is verloren gegaan. Hierin beschreef ze haar leven in Utrecht. Het tweede deel, Mijn beghin ende voortganck, schreef zij ca. 1451-1452. Het bestaat nog als manuscript uit 1705. Hierin beschrijft ze haar periode in het klooster. Het manuscript is een aantal keren overgeschreven.
Naast de autobiografieën schreef ze nog een aantal werken, namelijk:
- De vier kruiswegen
- De louteringsnacht van de actie
- De lessen van Palmzondag
- De trechter en de spin.

## Na haar overlijden
Het klooster in Galilea vergat Alijt niet. 250 jaar na haar overlijden, rond 1705, schreef een zuster, Augustina Baert, haar biografie over van een oudere kopie uit 1613. In 1958 beschreef Robrecht Lievens haar leven en werk in een artikel.
- Biografisch Portaal: 23033221
- Digitale Bibliotheek voor de Nederlandse Letteren: bake001
- Gemeinsame Normdatei: 118941259
- International Standard Name Identifier: 0000 0000 4031 4128
- Library of Congress Control Number: n92118812
- Nederlandse Thesaurus van Auteursnamen: 07496187X
- Virtual International Authority File: 20479588
- WorldCat: E39PBJhX8grbGKprgwWX7CFkDq